# Jason Becker
Jason Becker (22. srpnja 1969.) je američki gitarist. U dobi od 16 godina, postao je s prijateljem Martyjem Friedmanom član dueta Cacophony.

## Stil
Stil sviranja je tipičan za gitariste neoklasičnog heavy metal stila. Proučavao je djela Paganinija, virtuoznog svirača violine. Becker je bio poznat po svojem iznimno brzom sviranju. 
Glazbeno odrastanje mu je bilo vezano uz Martyja Friedmana, s kojim je napisao velik broj pjesama. Sa sastavom Cacophony su bili na turneji u Japanu i diljem SAD-a. 1988. je izdao svoj prvi solo album Perpetual Burn.

## Bolest
U dobi od 20 godina, pridružio se sastavu Davida Lee Rotha, što je u to vrijeme bilo smatrano odličnim za novog gitarista (na tom mjestu je zamijenio Stevea Vaia). Za vrijeme snimanja albuma A Little Ain't Enough počeo je osjećati slabost u lijevoj nozi. Ubrzo mu je dijagnosticirana bolest ALS, poznatija kao bolest Loua Gehriga, te su mu liječnici prognozirali još 5 godina života. Prsti su mu postajali sve sporiji, te je jedva završio snimanje albuma koristeći posebne žice. Za njegovu bolest znao je u to vrijeme samo prijatelj Steve Hunter. Iako je uspio završiti album (koji je kasnije prodan u zlatnoj nakladi), morao je napustiti sastav zbog nemogućnosti da nastupa na pozornici.

## Daljnja karijera
Jason Becker je izdao još tri albuma. 1996. godine je izdao album Perspective,  1999. Raspberry Jams, a 2003. Blackberry Jams. Album „Perspective“ je instrumentalni album koji je skladao potpuno sam (izuzev pjesme „Meet me in the morning“ čiji je autor Bob Dylan). Skladanje pjesama s tog albuma počelo je prije nego mu je bolest potpuno oduzela sve sposobnosti. Budući da više nije mogao svirati gitaru, skladao je na klavijaturama. Nakon što više nije bio sposoban niti svirati klavijature, njegov prijatelj i glazbeni producent Mike Bemesderfer mu je pomogao u vezi programa za računalo. Preko tog programa, pokretima očima i pomicanjem brade, mogao je skladati nakon što više nije imao sposobnosti niti govoriti.
Jason komunicira očima na jedinstven način koji je razvio sa svojim ocem. 
Albumi „Raspberry Jams“ i  „Blackberry Jams“ sadrže neke neobjavljene demosnimke, te neke demosnimke koje su kasnije objavljene na drugim albumima. Također su izdana dva albuma kao počast Jasonu na kojima su mnogi gitaristi svirali njegove pjesme. Zarada od tih albuma je poslana njemu za pomoć protiv bolesti.
Trenutačno postoji plan za snimanje filma o njegovom životu koji bi se zvao Mr. Tambourine Man (po istoimenoj pjesmi Boba Dylana).
Uskoro slijedi i objavljivanje albuma „Best of Jason Becker“, koji će sadržavati neke njegove najbolje pjesme, kao i nove pjesme koje je skladao.

## Diskografija
Cacophony
- Speed Metal Symphony (1987.)
- Go Off! (1988.)

Solo
- Perpetual Burn (1988.)
- Perspective (1996.)
- The Raspberry Jams (1999.)
- The Blackberry Jams (2003.)

David Lee Roth
- A Little Ain't Enough (1991.)

## Vanjske poveznice
- Jasonova osobna stranica
- 'Jason Becker Zone'
- Jasonova MySpace Stranica  Arhivirana inačica izvorne stranice od 30. ožujka 2007. (Wayback Machine)